# Компактний роторний екскаватор

Компактний роторний екскаватор. JPG

Компа́ктний ро́торний екскава́тор (рос. компактный роторный экскаватор, англ. compact bucket wheel excavator, compact scoop shovel; нім. kompakt Schaufelradbagger m) — екскаватор зі зменшеними лінійними розмірами — радіусом черпання та висотою черпання. 
Компактний роторний екскаватор має зменшену питому металоємність при високій продуктивності. Зменшення висоти черпання у порівнянні з роторними екскаваторами традиційних типорозмірів компенсується застосуванням перевантажувачів за підуступними схемами. Висота черпання найчастіше застосовуваних компактних роторних екскаваторів становить бл. 6…15 м, продуктивність 300—8 000 м3/год.